# Villapinzón
Villapinzón è un comune della Colombia facente parte del dipartimento di Cundinamarca.
Il centro abitato venne fondato da Francisco de Vargas Figueroa nel 1773.